# RD Ribnica
Maillots
Actualités
Dernière mise à jour : 10 août 2014.
Le RD Ribnica est un club de handball situé à Ribnica en Slovénie. Fondé en 1956, il évolue en Championnat de Slovénie et a été deux fois vice-champion, en 2018 et 2020.

## Historique
- 1956 : fondation du RD Ribnica RH.
- 1977 : le club joue désormais en salle, au centre sportif de Ribnica.

## Parcours
La parcours du club est :
| Saison    | Div       | Rang    | Coupe d'Europe        |
| --------- | --------- | ------- | --------------------- |
| 2010-2011 | 1. A Liga | 7e      | non qualifié          |
| 2011-2012 | 1. A Liga | 8e      | non qualifié          |
| 2012-2013 | 1. A Liga | 7e      | non qualifié          |
| 2013-2014 | 1. A Liga | 4e      | non qualifié          |
| 2014-2015 | 1. A Liga | 5e      | non qualifié          |
| 2015-2016 | 1. A Liga | 3e      | non qualifié          |
| 2016-2017 | 1. A Liga | 3e      | C3 : phase de groupes |
| 2017-2018 | 1. A Liga | 2e      | C3 : 3e tour          |
| 2018-2019 | 1. A Liga | 3e      | C3 : 2e tour          |
| 2019-2020 | 1. A Liga | 2e      | C3 : 2e tour          |
| 2020-2021 | 1. A Liga | 6e      | non qualifié          |
| 2021-2022 | 1. A Liga | 4e      | non qualifié          |
| 2022-2023 | 1. A Liga | à venir | non qualifié          |